# Anja von Rekowski
Anja von Rekowski (Celle, 13 de diciembre de 1975) es una deportista alemana que compitió en judo. Ganó una medalla de plata en el Campeonato Mundial de Judo de 1997 y dos medallas de bronce en el Campeonato Europeo de Judo, en los años 1996 y 1999.

## Palmarés internacional
| Campeonato Mundial | Campeonato Mundial      | Campeonato Mundial | Campeonato Mundial |
| Año                | Lugar                   | Medalla            | Categoría          |
| ------------------ | ----------------------- | ------------------ | ------------------ |
| 1997               | París (Francia)         | Medalla de plata   | –66 kg             |
| Campeonato Europeo |                         |                    |                    |
| Año                | Lugar                   | Medalla            | Categoría          |
| 1996               | La Haya (Países Bajos)  | Medalla de bronce  | –66 kg             |
| 1999               | Bratislava (Eslovaquia) | Medalla de bronce  | –63 kg             |